# Casa de Convalescència (Vic)
La Casa de Convalescència és una obra neoclàssica de Vic (Osona) protegida com a Bé Cultural d'Interès Local.

## Descripció
Edifici civil. Edifici assistencial de planta trapezoïdal amb un claustre al centre. Dues façanes són exemptes i les altres s'adossen a l'hospital i església dels Dolors. Consta de planta baixa i dos pisos amb obertures simètriques i rectangulars i un portal a cada façana. Cal remarcar el claustre de planta quadrada amb cinc arcades a cada costat, recolzades sobre columnes amb basament cilíndric, fust bombat i arcs de mig punt. Als angles hi ha pilars de la mateixa factura. Al primer pis s'hi obren grans balconades simètriques i grans i al segon són més petites. El claustre té tres trams coberts amb empostissat i amb una volta quadripartida amb culs de llàntia que descansen sobre el mur. El sòl és format per cairons. L'estat de conservació és bo.

## Història
Casa de convalescència de l'hospital construïda al segle xviii, fora la muralla de la ciutat al costat del renovellat hospital i de la nova església dels Dolors construïda pocs anys abans. Dins l'eixample barroc.
Cal remarcar el claustre d'inspiració neoclàssica construït el 1772 pels germans Morató.
Actualment està destinat a convent i morgue de l'hospital.